# Owen Hart en Yokozuna
Owen Hart en Yokozuna vormden samen een professioneel worsteltag-team dat actief was in de World Wrestling Federation (WWF). Beide worstelaars zijn overleden: Owen Hart in 1999 en Yokozuna in 2000.

## In worstelen
- Finishers
  - Enzuigiri kick' – Owen Hart
  - Banzai Drop – Yokozuna

- Managers
  - Mr. Fuji
  - Jim Cornette

## Kampioenschappen en prestaties
- World Wrestling Federation
  - WWF Tag Team Championship (2 keer)